# Claas Epp
Claas Epp (* 1. Januar 1803 in Schönsee, Westpreußen; † 21. Januar 1881 in Neuhoffnung (Alt-Samara)) war Dorfschulze von Fürstenwerder und spielte eine wichtige Rolle in der Umsiedlung westpreußischer Mennoniten nach Russland. Er gründete 1853 die Mennonitenansiedlung Am Trakt und 1859 die Mennonitenansiedlung Alt-Samara.

## Leben
Class Epp wurde am 1. Januar 1803 in Schönsee geboren. Aus seiner Kindheit ist wenig bekannt. Sein Vater, ein mennonitischer Gutsbesitzer in Schönsee, starb, als Claas Epp noch ein Kind war. Als begabter Schüler absolvierte er am 31. Juli 1818 die Evangelisch-Lutherische Schule in Schönsee mit „Ausgezeichnet“. Im Herbst des gleichen Jahres trat er in das Pensionat in Schardau ein, brach dieses aber nach einem Jahr ab.
Am 18. März 1825 heiratete Claas Epp Margarethe Klassen aus Fürstenwerder. Das Paar bekam 13 Kinder, 11 Söhne und zwei Töchter. Die meisten starben in den jungen Jahren in Preußen und auch in Russland. Besondere Bekanntheit als „Prophet“ erlangte der dritte Sohn, Claas Epp jr. (1838–1913), dessen Lehre der Vater nicht unterstützte. 
Claas Epp zeichnete sich durch sein gutes Organisationstalent und seine Führungskräfte aus. In Preußen wurde er zum Dorfschulzen von Fürstenwerder gewählt. Um 1850 bekam er für seinen untadeligen Dienst und seine Leistungen vom preußischen Ministerium für Landwirtschaft eine Medaille.
In seinen letzten Lebensjahren lebte Claas Epp relativ zurückgezogen auf seinem Hof in Neuhoffnung. Am 26. September 1873 starb seine Ehefrau. Er selbst wurde stark von Rheuma geplagt. In diesen Jahren pflegte er einen regen Briefverkehr mit dem Magistrat Peter von Koeppen und mit mehreren Schulzen und Ältesten in Preußen. Claas Epp starb am 21. Januar 1881 in Neuhoffnung (Alt-Samara).

## Einsatz für die Auswanderung nach Russland
Als die Mennoniten nach der deutschen Revolution 1848 ihr Privileg der Wehrfreiheit gefährdet sahen, wurden 1850 Claas Epp und Johann Wall als Deputierte nach Russland gesandt, um sich dort nach neuen Siedlungsmöglichkeiten umzusehen. Nachdem sie die Genehmigung zur Ansiedlung erhalten hatten, erwirkten Claas Epp und Isaak Klassen nach langen und zähen Verhandlungen von dem Zaren die Zusicherung, dass die mennonitischen Siedler und ihre Nachkommen "für ewige Zeiten" von der Wehrpflicht befreit würden.

### Gründung der Kolonie „Am Trakt“
Da Zar Nikolaus I. die mennonitische Auswanderung 1835 durch ein Gesetz verboten hatte, erwirkte Claas Epp 1853 ein Sonderprivileg für die Gründung einer Mennonitenansiedlung am Salztrakt in dem Ujesd Nowousen. Eine große Hilfe war in dieser Hinsicht der Magistrat Peter von Koeppen, durch den diese Genehmigung erteilt wurde. Am Salztrakt entstand innerhalb der nächsten Jahre die Mennonitenansiedlung Am Trakt mit zehn Dörfern. Das Hauptdorf wurde zu Ehren des Magistrats Koeppenthal genannt. Claas Epp selbst wanderte 1853 auch nach Russland aus und ließ sich zunächst in der Kolonie Am Trakt nieder.

### Gründung der Kolonie „Alt-Samara“
Als es nach der Landverteilung am Trakt immer noch auswanderungswillige Mennoniten in Preußen gab, setzte sich Claas Epp erneut bei dem kürzlich auf den Thron gekommenen Zaren Alexander II. für weiteres Siedlungsland für Mennoniten ein. Er gewährte ihm im Januar 1859 ein Sonderprivileg für weitere 100 Mennonitenfamilien zur Ansiedlung auf einer Landfläche an dem Fluss Kondurtscha im Ujesd Samara. Hier entstand die Mennonitenansiedlung Alt-Samara, deren Hauptdorf zu Ehren des Zaren Alexandertal genannt wurde. 
Claas Epp nahm die ersten Siedler Alt-Samaras in Empfang und kaufte selbst ein Landstück an der Einfahrt zu dem Dorf Neuhoffnung, wo er sich im September 1861 niederließ. Hier gründete er eine Ziegelfabrik. In der Gründungszeit lag die administrative Verwaltung der Kolonie in Claas Epps Händen. Obwohl bald darauf Johann Wiens als erster Schulze gewählt wurde, beteiligte Epp sich weiterhin an der Organisation. Seine Anliegen waren das Gemeindeleben, die Entwicklung der Landwirtschaft, das gesellschaftliche Leben und das Schulwesen. In den Schulen setzte er sich gegen den Gebrauch von körperlichen Strafen ein.